# Georg Woerlein
Georg Woerlein (29 de marzo de 1848 - 28 de septiembre de 1900) fue un médico, botánico, pteridólogo, y profesor alemán.

## Publicaciones
- 1899. Nachtrag zur Phanerogamen- und Gefäss-Kryptogamen-Flora der Münchener Thalebene mit Berücksichtigung der angrenzenden Gebiete. Vols. 1 y 7 de Berichte der Bayerischen Botanischen Gesellschaft zur Erforschung der heimischen Flora. Vol. 2 de Phanerogamen- und Gefäss-Kryptogamen-Flora der Münchener Thalebene mit Berücksichtigung der angrenzenden Gebiete nebst Aufzählung der sämtlichen von Garcke in seiner Flora von Deutschland 1890 angeführten Arten und Varietäten. 16 pp.

- 1893. Phanerogamen- und Gef‰sskryptogamen-Flora der Mnchener Thalebene. Ber. Bayer. Bot. Ges. IV ( I-XX): 1-215, Beilage: Karte. Múnich. 1893. Viola pp. 19-22. Nachtrag hrg. von der BBG 1899, pp. 189-204, Viola pp. 191

- 1885. Die Hämorrhoiden und ihre operative Behandlung: Inaugural-Dissertation. Ed. 	Scheiner, 29 pp.